# Beleg van Leiden (1481)
De Inname van Leiden door de Hoeken onder Reynier van Broeckhuysen vond plaats op 20 januari 1481, vervolgens vond het Beleg van Leiden plaats tussen 30 maart en 14 april 1481 onder stadhouder Jan van Ranst, die Reynier en zijn mannen wilde laten capituleren.

## Verloop
De stad Leiden was een speelbal tijdens de Hoekse en Kabeljauwse twisten in de 15e eeuw in Holland. Net als de meeste steden werd de stad de ene keer geregeerd door de Kabeljauwse partij met vaak aan het hoofd het geslacht Van Swieten en de andere keer door de Hoeken die werden aangevoerd door het adellijke geslacht Van Poelgeest. In juli 1479 werd de vrede tussen beide partijen opnieuw verbroken en de aan de macht zijnde Adriaan van Swieten wist met medewerking van de heren Jan van Egmont, Jan van Wassenaar en Willem van Schagen de Hoeken de stad uit te jagen.
In oktober 1479 drongen opnieuw een aantal Hoeken de stad binnen in een poging om weer macht te krijgen door de bevolking aan hun kant te krijgen. Filips van Wassenaar, de burggraaf van Leiden, wist hen echter opnieuw uit de stad te verjagen.

### Inname
In de avond van 20 januari 1481 gingen ongeveer honderd Hoekse mannen onder leiding van Reynier van Broeckhuysen via de Rijnsburgerpoort de stad Leiden in. Bij de poort werd een schildwacht doodgestoken en bij de aanvalsschreeuw vur Breero en Montfoort vluchtte de rest van de poortwachters. De Hoeken hadden daarna vrij spel en troffen bijna geen weerstand aan. Bij het stadhuis aangekomen klom Reynier met Hendrik van Zuylen van Nijevelt het dak op, om te verkondigen dat de stad was ingenomen. Daarna drong men het stadhuis binnen, waarbij 56 voorname Kabeljauwen werden gevangengenomen, waaronder de burggraaf Filips van Wassenaar. Later die avond werd het stadhuis als gevolg van een onbeheerd kruitvat per ongeluk opgeblazen. Een andere lezing is dat een dronken Hoekse soldaat per ongeluk in het stadhuis een kruitvat liet afgaan Bij deze ontploffing kwamen tientallen mensen om, waaronder schepen Gozewijn Janzn van Zeist.

### Beleg
Begin maart werd duidelijk dat de stad aan een beleg blootgesteld zou worden. De landvoogd Maximiliaan van Oostenrijk duldde niet dat de Hoekse roergangers zijn beleid overhoop zouden gooien en stuurde stadhouder Joost van Lalaing vooruit met een leger om een beleg op te zetten. Ondertussen werden de Hoeken in andere steden als Dordrecht, Gouda, Oudewater en Schoonhoven onderdrukt of verbannen.
Stadhouder Van Lailang concentreerde zich op de kastelen in de omgeving van Leiden, terwijl zijn collega Van Ranst zich op de stad richtte. Kastelen als Alkemade en Warmond vielen al snel in vijandelijke handen, alleen bij het blokhuis bij Alphen werd heftig weerstand geboden door Hoekse krijgsmannen op 15 maart 1481.

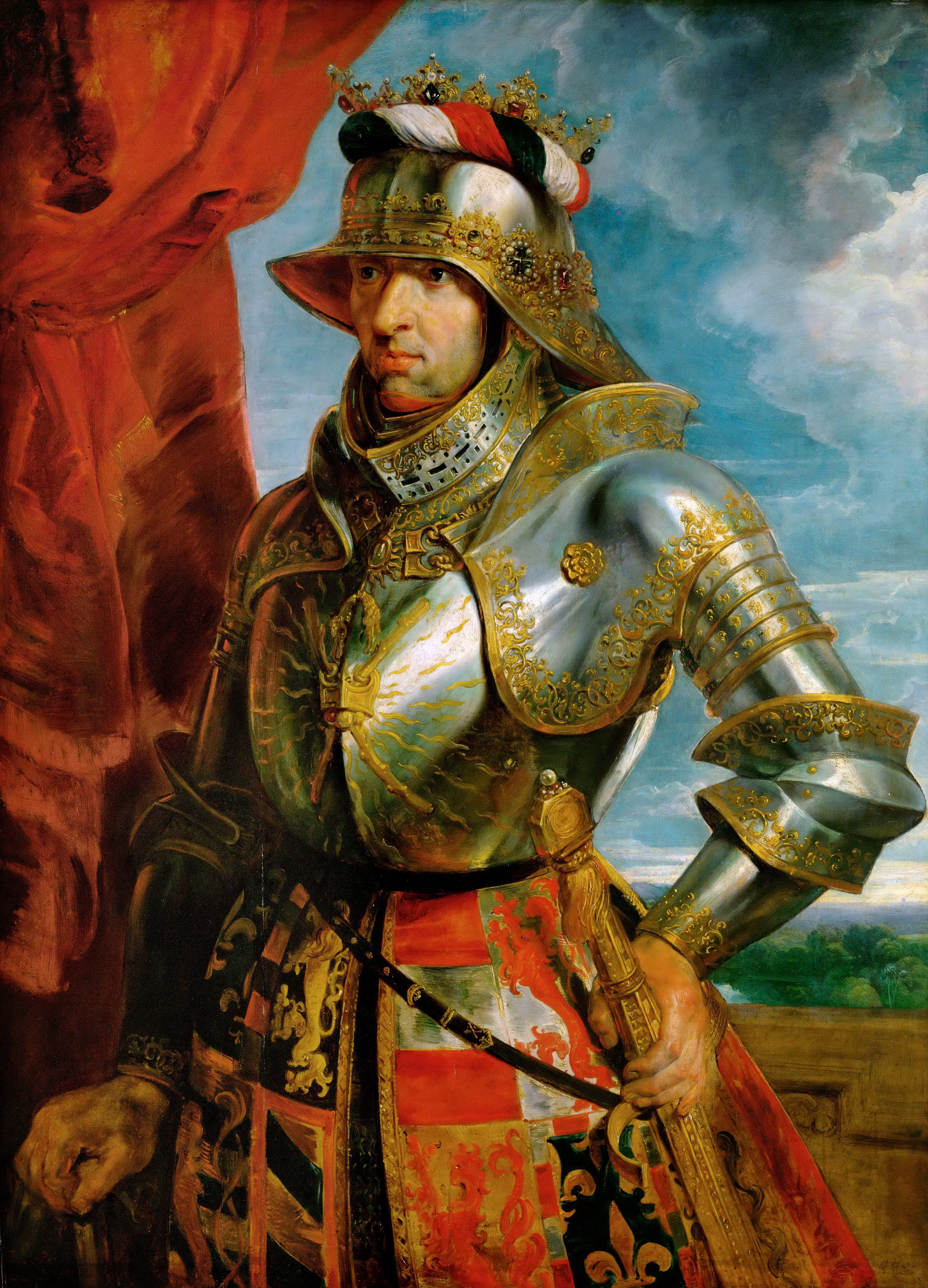
Maximiliaan I kwam met spoed naar Leiden om diverse straffen op te leggen.

Eind maart 1481 verscheen een groot leger voor Leiden onder Jan van Ranst, de stadhouder van Antwerpen. Het duurde tot 30 maart voordat de stad helemaal omsingeld was en het Kabeljouwse-Bourgondische leger stelling kon nemen. Reynier en zijn Hoekse medestanders wisten tot 14 april 1481 weerstand te bieden tegen het leger buiten hun muren, maar moesten toen capituleren. Of Van Ranst bij de intrede van de stad Van Broeckhuysen heeft ontmoet is onbekend, maar tussen 14 en 17 april is Reynier met een aantal Hoekse volgelingen waarschijnlijk onder vermomming ontsnapt uit de stad.
Op 17 april 1481 arriveerde Maximiliaan van Oostenrijk persoonlijk in Leiden en strafte de burgers met zeer hoge boetes en liet de meesten voor zich blootsvoets knielen om vergiffennis te smeken. Daarbij kreeg de stad een boete van 50.000 schilden die binnen vier jaar betaald moest worden, 25% moest het bestuur betalen en de overige 75% de burgerbevolking.

## Nasleep
- Maximiliaan liet zeven Hoeken ter dood veroordelen, alle andere Hoekse gevangenen werden naar Den Haag gebracht en daar werd hun vonnis uitgesproken. Ook tegen de aanvoerders Reynier van Broeckhuysen, Hendrik van Zuylen van Nyevelt en Jan III van Montfoort werd bij verstek het vonnis van confiscatie en verbanning uitgesproken.
- Echter bleef de macht van de Hoeken zich uitbreiden in het Rijnlandgebied (omgeving Leiden) alsook het Sticht Utrecht. Jan III van Montfoort waande zich zo machtig dat hij de confrontatie met Maximiliaan wel aandurfde en vooral met zijn bisschop David van Bourgondië. Eind 1481 begon dan ook de Stichtse Oorlog (1481-83).